# ياقة كهنوتية
الياقة الكهنوتية أو ياقة القس هو أحد أجزاء الملابس الكهنوتية المسيحية.

## طالع المزيد
- ياقة